# جاستن دريشر
جاستن دريشر (بالإنجليزية: Justin Drescher)‏ هو لاعب كرة قدم أمريكية أمريكي، ولد في 1988 في كولورادو سبرينغس في الولايات المتحدة.

## وصلات خارجية
- جاستن دريشر على موقع مرجع كرة القدم المحترفة.كوم (الإنجليزية)